# Hazenburg
Hazenburg is een buitenplaats langs de rivier de Vecht bij het Nederlandse dorp Maarssen. De buitenplaats wordt ook wel Hasenburg genoemd en heette voor 1742 Vegt en Rust of Vecht en Rust.
Het landhuis met tuinkoepel die verbonden is aan de tuinmuren, is gewaardeerd als rijksmonument. De datering van deze bouwwerken ligt in de late 17e eeuw/18e eeuw.

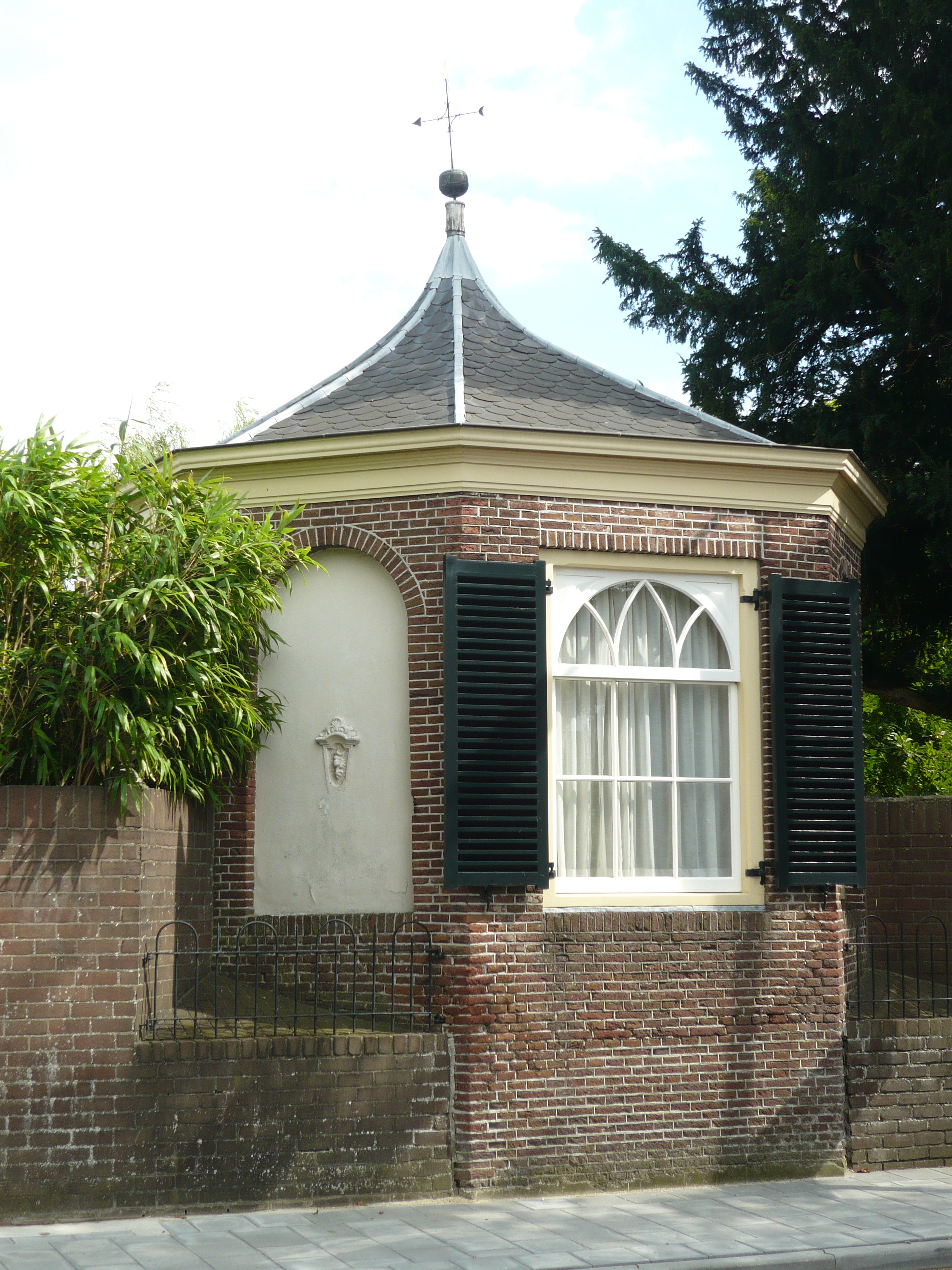
Tuinkoepel met tuinmuur.